# Hannes Postma
Johannes Gerardus Maria (Hannes) Postma (Haarlem, 20 februari 1933 – Amsterdam, 5 november 2020) was een Nederlands schilder, tekenaar en graficus.

## Leven en werk
Postma werd opgeleid aan de Rijksakademie van beeldende kunsten in Amsterdam, maar vormde zich als schilder grotendeels zelf. Hij maakte onder meer schilderijen, etsen, litho's, wandschilderingen, houtskooltekeningen en sculpturen. Postma won diverse internationale prijzen, waaronder de 1e prijs op de internationale triënnale voor kleurgrafiek in Grenchen (1964), de Prix de la Critique in Parijs) 1965, de A. Schwarzprijs (1966) en de grote prijs op de biënnale in Krakau (1966). Remco Campert gaf in 1984 de bundel Zeven vrijheden uit, met gedichten bij etsen van Postma.
Postma was van 1971 tot 1988 naast Klaas Gubbels en Kees Franse als docent verbonden aan de Rotterdamse Academie, tot zijn leerlingen behoorden Cees de Gast en Anton Vrede. Hij sloot zich aan bij de Liga Nieuw Beelden en De Groep Haarlem.
J.G.M. Postma overleed in 2020 op 87-jarige leeftijd.

## Enkele werken
- 1962-1963 wandschilderingen in de hal van de Prof. Kohnstammschool, Martinus Nijhofflaan, Haarlem
- 1962-1963 wandschildering in het Lorentz Lyceum, Santpoorterplein, Haarlem
- 1963-1964 wandversiering in de Jan Gijzenschool, Bandoengstraat, Haarlem
- wandschildering in kantine van de Koninklijke Bibliotheek in Den Haag, met Klaas Gubbels.

Afbeeldingen

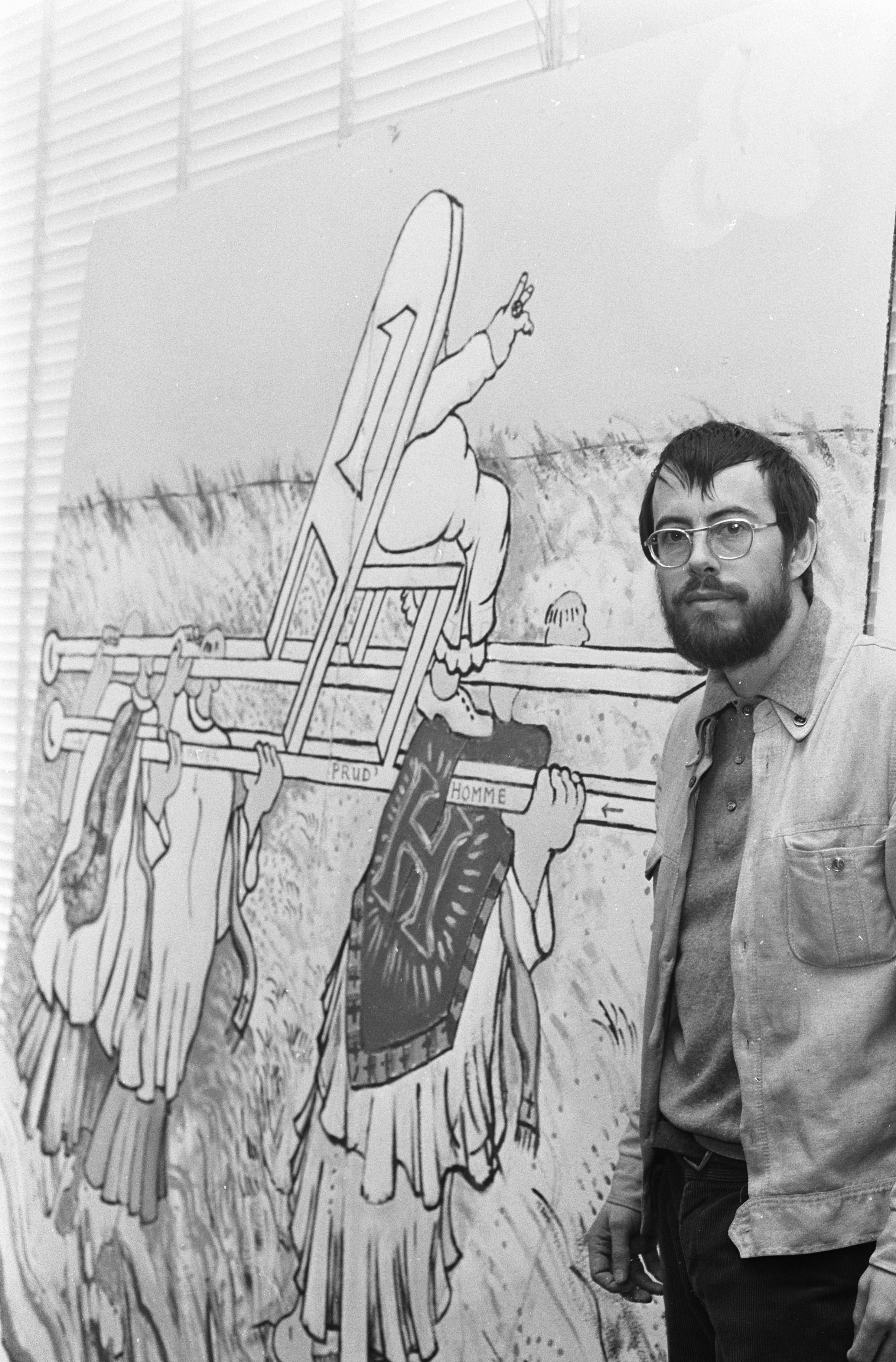
In nieuwe vleugel Stedelijk Museum A'dam in 1969
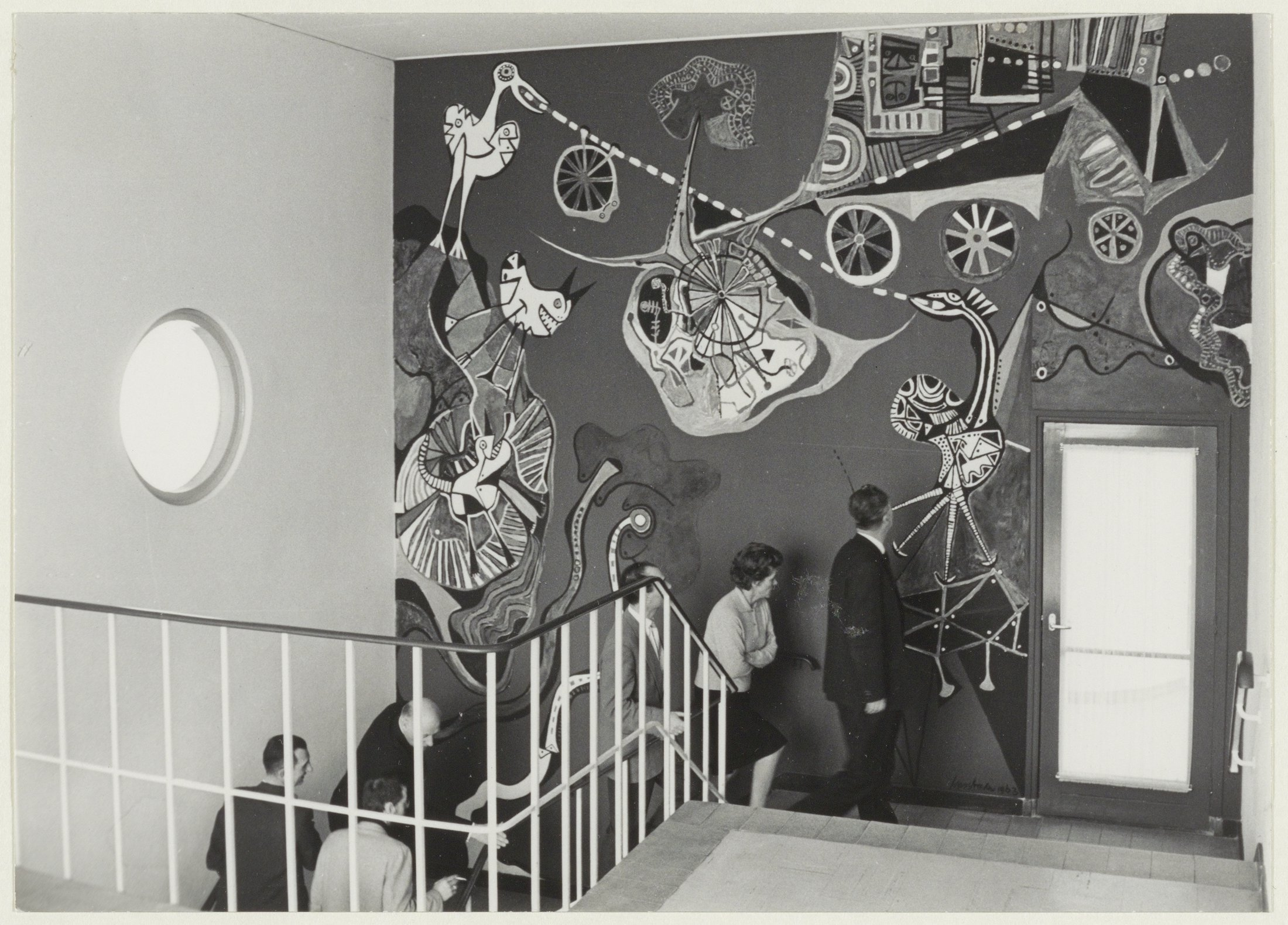
Wandschildering in het Lorentz Lyceum

- Gemeinsame Normdatei: 119376024
- International Standard Name Identifier: 0000 0000 7845 1750
- Nederlandse Thesaurus van Auteursnamen: 068394721
- RKD-Nederlands Instituut voor Kunstgeschiedenis: 64462
- Union List of Artist Names: 500034171
- Virtual International Authority File: 95892090
- WorldCat: E39PBJvhp77GMR6JVjXv4bFtKd